# The Myth of the Vaginal Orgasm
Mitul orgasmului vaginal (în engleză The Myth of the Vaginal Orgasm) este un eseu feminist asupra sexualității feminine, scris de Anne Koedt, o feministă radicală americană, în 1968 și publicat în 1970. A apărut prima oară drept proiect în patru alineate în revista Notes from the Second Year publicată de New York Radical Women și a fost parțial bazat pe rezultatele lucrării lui Masters și Johnson din 1966 Human Sexual Response. Mitul a fost apoi distribuit drept pamflet în întregime, incluzând secțiuni privind dovezile asupra orgasmului clitoridian, anatomiei feminine, și motivelor pentru care este susținut „mitul” orgasmului vaginal.
Koedt a scris acest răspuns feminist în cursul revoluției sexuale din anii 1960. Scopul acestui răspuns este de a adresa atât 'mitul orgasmului vaginal', de a face lumea conștientă și de a informa femeile și bărbații despre plăcerea sexuală feminină, cât și de a respinge reflecțiile anterioare despre orgasmul feminin. Koedt afirmă în scrierea sa că „Sentimentele lui Freud asupra relației secundare și inferioare a femeilor cu bărbații a format baza teoriilor sale asupra sexualității feminine. Odată ce a stabilit legea despre natura sexualității noastre, în mod firesc Freud a descoperit teribila problemă a frigidității femeilor. El a recomandat psihiatria drept terapie pentru femeia frigidă. Ea suferea de eșecul de a se adapta mental rolului ei « natural » de a fi femeie.” Koedt rupe obstacolele sociale asupra ceea ce era considerat acceptabil să fie discutat iar articolul ei a jucat un rol vital în revoluția sexuală feministă, bazându-se pe cercetările lui Alfred Kinsey, printre alții, referitoare la sexualitatea umană.
Cercetări anatomice din 1998 au arătat că orice orgasm feminin este, sub o formă sau alta, orgasm clitoral, deoarece clitorisul este un organ mult mai mare decât se credea până atunci.